# Patsyella
Patsyella is een mosdiertjesgeslacht uit de familie van de Chaperiidae en de orde Cheilostomatida. De wetenschappelijke naam ervan is in 1948 voor het eerst geldig gepubliceerd door Brown.

## Soorten
- Patsyella acanthodes Gordon, 1982
- Patsyella dentata (Waters, 1887)